# Makroud

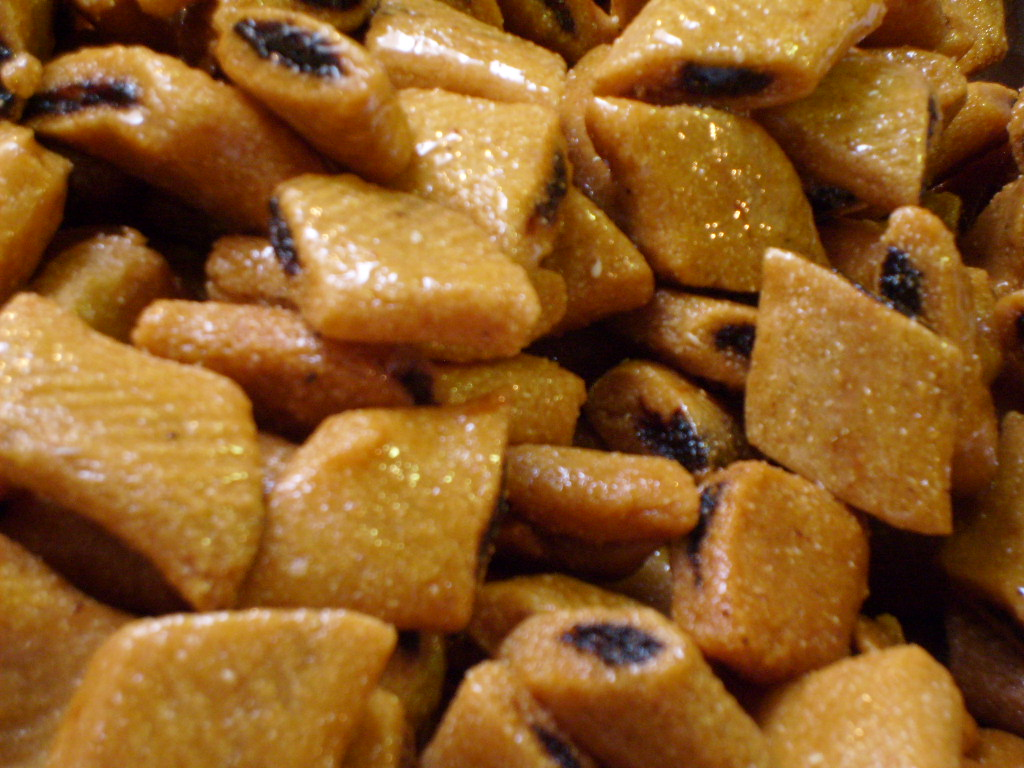
Makroud mit Datteln

Makroud (arabisch مقروض, DMG maqrūḍ oder مقروط / maqrūṭ), auch macroude, makroudh oder makrout, ist eine Gebäcksorte, die in  Tunesien, Marokko, Libyen und Algerien zubereitet wird.
Besonders die tunesische Stadt Kairouan ist für die Herstellung von Makroud bekannt. Am 20. Mai 2008 wurde das erste nationale Fest der Makroud gefeiert.

## Zubereitung
Makroud werden durch Umhüllung mit einer Paste aus Hartweizengrieß gemacht und mit einer Füllung aus Datteln, Feigen oder manchmal auch Mandeln hergestellt. Das Ganze wird dann gerollt und in Form von Rauten oder Dreiecken geschnitten und vor dem Kochen in der Regel in Pflanzenöl frittiert. Die Makroud werden dann in einem honigartigem Sirup auf Basis von Zucker und Zitronen- oder Orangenschale getaucht. Es wird am Ende kalt serviert.